# 陈学亨
陈学亨（1948年—），甘肃永登县东山乡土门川村人。中华人民共和国政治人物。

## 生平
早年考入西北师范大学中文系。后供职于兰州市人事局。1993年，担任中共兰州市委副书记。1995年，改任中共酒泉地委书记。2002年，任中共甘肃省委副书记。2008年，当选甘肃省政协主席。